# 파리 자오선

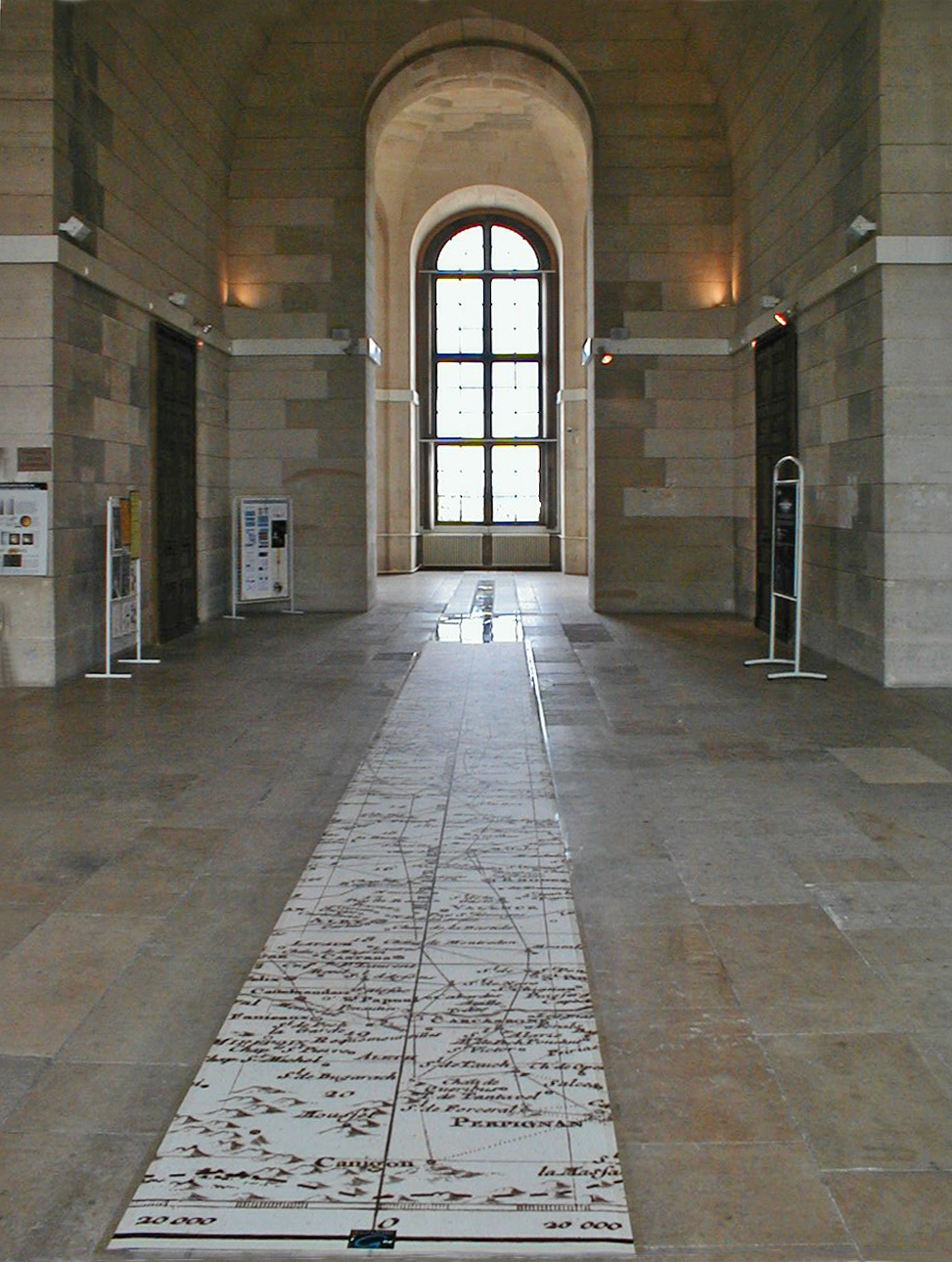
파리 천문대의 자오선실 (일명 카시니 방)

파리 자오선(프랑스어: Méridien de Paris)은 프랑스 파리의 파리 천문대를 통과하는 자오선으로, 현재 본초 자오선을 기준으로 하면 동경 2도 20분 14.03초이다. 오랫동안 영국 그리니치를 지나는 그리니치 자오선 등과 함께 경도의 기준이되는 본초 자오선의 자리를 다투어 왔다.

## 아라고 메달

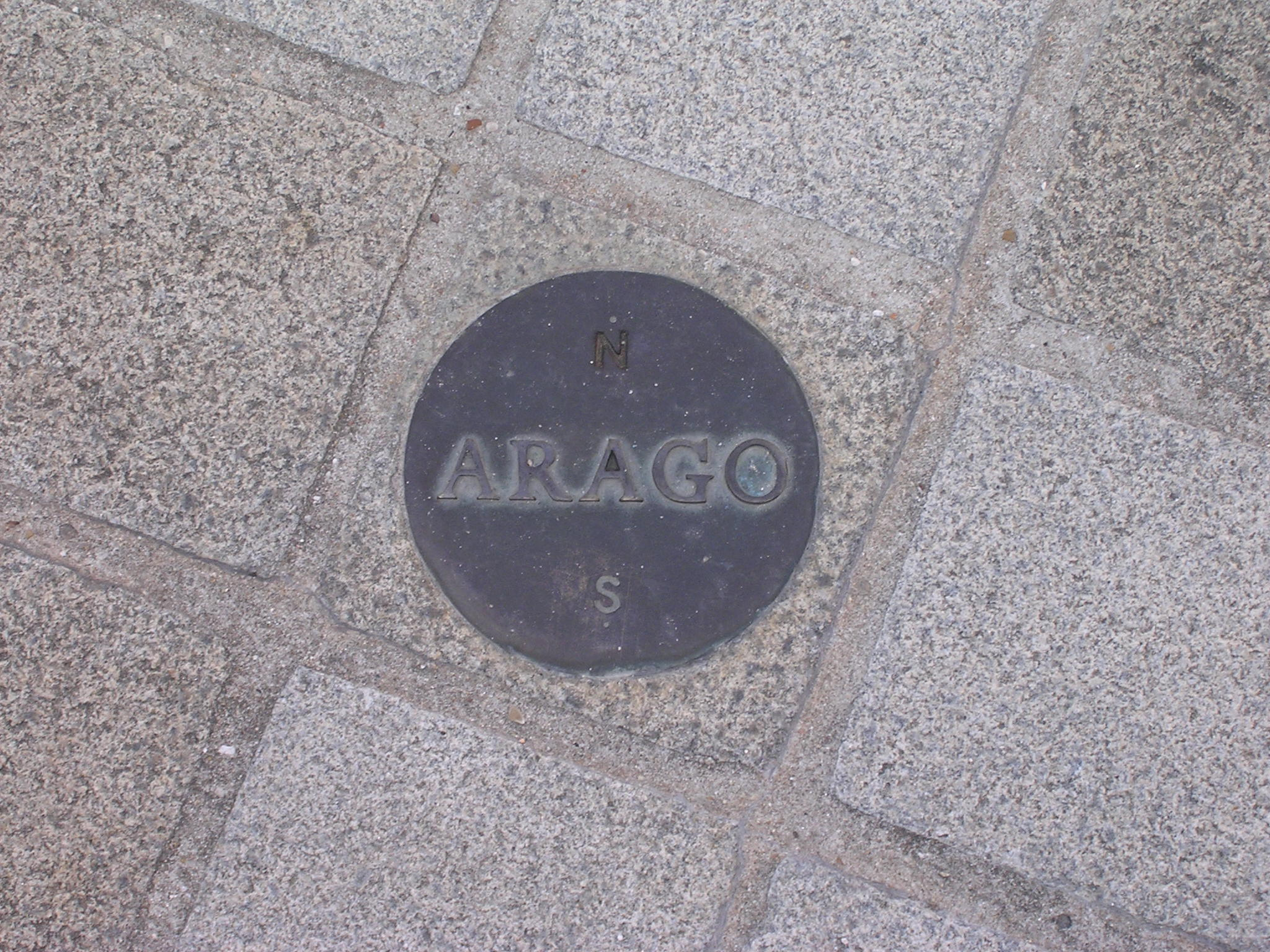
루브르 피라미드 근처의 아라고 메달

1994년, 아라고 협회와 파리 시는 네덜란드의 예술가 얀 디베츠에게 아라고에 대한 기념물 제작을 의뢰했다. 디베츠는 파리 자오선을 따라 파리의 북쪽에서 남쪽까지 9.2km에 걸쳐 135개의 구리 메달을 지상에 설치하는 아이디어를 제공했다. 메달은 지름 12cm이며, ARAGO라고 적혀 있는 동시에 방향을 나타내는 N, S 문자가 새겨져 있다.

## 같이 보기
- 스트루베 측지 아크